# Omar Shané
Omar Shané (nacido Omar Belastegui; 1 de abril de 1946 - 10 de enero de 2021) fue un cantante y compositor argentino, conocido principalmente por su trayectoria en la música tropical y la cumbia. Shané formó parte del conjunto Los Ralos, El Cuarteto Alcaraz y Los Locos del Amor.

## Trayectoria

### Primeros años y carrera inicial
Shané nació el 1 de abril de 1946 en Cacharí, provincia de Buenos Aires, Argentina. A los 8 años se mudó al conurbano bonaerense sur, donde enfrentó dificultades tempranas en su vida.
Su carrera profesional comenzó en la década de 1970 con el cuarteto de cumbia tucumana Los Ralos, grabando éxitos como "El Aguardientoski" y "La pelea del siglo". Entre finales de los 70 y mediados de los 80, Shané formó parte de varios grupos musicales, incluyendo "El Cuarteto Alcaraz" y "Los Locos de Amor", logrando éxitos internacionales y desarrollando su estilo característico.

### Carrera solista y consolidación
En 1986, Shané inició su carrera solista, adoptando el sobrenombre de "El Jeque" y utilizando una kufiya. Esta etapa marcó un punto de inflexión, enfocándose en la cumbia santafesina y la cumbia testimonial. Durante este período, grabó algunos de sus mayores éxitos, como "Johnny Kidd" y "Sr. Periodista", que lo consolidaron como una figura importante en la escena de la música tropical argentina.
Uno de los proyectos más destacados de Shané fue su participación en los álbumes compilatorios "Majestuoso" en 1989 y 1990. Estos discos reunían diferentes estilos de música tropical argentina (incluyendo a Riki Maravilla, Alcides, Adrián y Los Dados Negros y el propio Shané) y contribuyeron significativamente a la difusión de estos géneros en todo el país y en naciones vecinas.

## Estilo musical y legado
A lo largo de su carrera, Omar Shané se caracterizó por su versatilidad musical, explorando géneros como el rock, diversas variantes de la cumbia e incluso música cristiana. El legado de Omar Shané incluye más de 30 álbumes grabados a lo largo de su carrera, abarcando diferentes estilos y etapas. Su influencia se extendió más allá de las fronteras argentinas, alcanzando popularidad en países como Chile, Perú, Paraguay, Chile y Bolivia.
Omar Shané falleció el 10 de enero de 2021 en Lanús, provincia de Buenos Aires, a los 74 años. La causa de su muerte fue atribuida a complicaciones por fibrosis pulmonar.

## Discografía

#### Con Los Ralos
- El Aguardientoski Y Otras Barbaridades (1974)

#### Con Los Locos de Amor
- No soy nada sin tu amor (1978)
- Cariñosa yo te quiero (1980)

#### Como solista
- El príncipe y los reyes magos (1986)
- El Harén (1987)
- El Jeque (1988)
- El Jeque 2 (1988)
- El Magnífico (1989)
- La fuerza del amor (1990)
- Camas separadas (1991)
- Dos fronteras (1992)
- Fiesta Santafecina (1997)
- Interpreta a Sandro (2012)
- Más testimonial que nunca (2012)
- Onda Grupera (2018)

#### Álbumes compilatorios
- Majestuoso (1989)
- Majestuoso 2: Los Reyes del Baile (1990)
- Las Mejores Canciones (2016)